# Renkoekoeken
Renkoekoeken (Geococcyx) is een geslacht van vogels uit de familie Koekoeken (Cuculidae). Het geslacht telt twee soorten.

## Leefwijze
Hoewel de renkoekoek kan vliegen, brengt hij de meeste tijd op de grond door.

## Verspreiding en leefgebied
Het geslacht komt enkel voor in de open, droge streken van het zuidwesten van de Verenigde Staten, Mexico en andere delen van Midden-Amerika.

## Soorten
- Geococcyx californianus – Grote renkoekoek
- Geococcyx velox – Kleine renkoekoek